# العلاقات الكورية الشمالية المالطية
العلاقات الكورية الشمالية المالطية هي العلاقات الثنائية التي تجمع بين كوريا الشمالية ومالطا.

## مقارنة بين البلدين
هذه مقارنة عامة ومرجعية للدولتين:
| وجه المقارنة                                              | كوريا الشمالية                        | مالطا                                                     |
| --------------------------------------------------------- | ------------------------------------- | --------------------------------------------------------- |
| المساحة (كم2)                                             | 120.54 ألف                            | 316                                                       |
| عدد السكان (نسمة)                                         | 25.49 مليون                           | 465.29 ألف                                                |
| الكثافة السكانية (ن./كم²)                                 | 211.47                                | 147.24 ألف                                                |
| العاصمة                                                   | بيونغيانغ                             | فاليتا                                                    |
| اللغة الرسمية                                             | لغة كوريا الشمالية القياسية ‏          | اللغة المالطية، لغة إنجليزية                              |
| العملة                                                    | وون كوري شمالي                        | يورو، ليرة مالطية                                         |
| الناتج المحلي الإجمالي (بليون دولار)                      |                                       | 12.54 مليار                                               |
| الناتج المحلي الإجمالي (تعادل القوة الشرائية) بليون دولار |                                       | 14.68 مليار                                               |
| الناتج المحلي الإجمالي الاسمي للفرد دولار أمريكي          |                                       | 22.60 ألف                                                 |
| الناتج المحلي الإجمالي للفرد دولار أمريكي                 |                                       |                                                           |
| مؤشر التنمية البشرية                                      |                                       | 0.839                                                     |
| رمز المكالمات الدولي                                      | +850                                  | +356                                                      |
| رمز الإنترنت                                              | .kp                                   | .mt                                                       |
| المنطقة الزمنية                                           | ت ع م+08:30، ت ع م+08:30، ت ع م+09:00 | توقيت وسط أوروبا، ت ع م+01:00، ت ع م+02:00، أوروبا/مالطا ‏ |

## منظمات دولية مشتركة
يشترك البلدان في عضوية مجموعة من المنظمات الدولية، منها:
| علم المنظمة | اسم المنظمة                   | تاريخ انضمام كوريا الشمالية | تاريخ انضمام مالطا |
| ----------- | ----------------------------- | --------------------------- | ------------------ |
|             | الأمم المتحدة                 | 17 سبتمبر 1991              | 1 ديسمبر 1964      |
|             | الاتحاد الدولي للاتصالات      | ?                           | 1965               |
|             | الاتحاد البريدي العالمي       | ?                           | ?                  |
|             | المنظمة الهيدروغرافية الدولية | ?                           | ?                  |
|             | يونسكو                        | 18 أكتوبر 1974              | 10 فبراير 1965     |

## وصلات خارجية
- موقع وزارة الخارجية الكورية الشمالية
- موقع وزارة الخارجية المالطية